# バル＝イラン大学

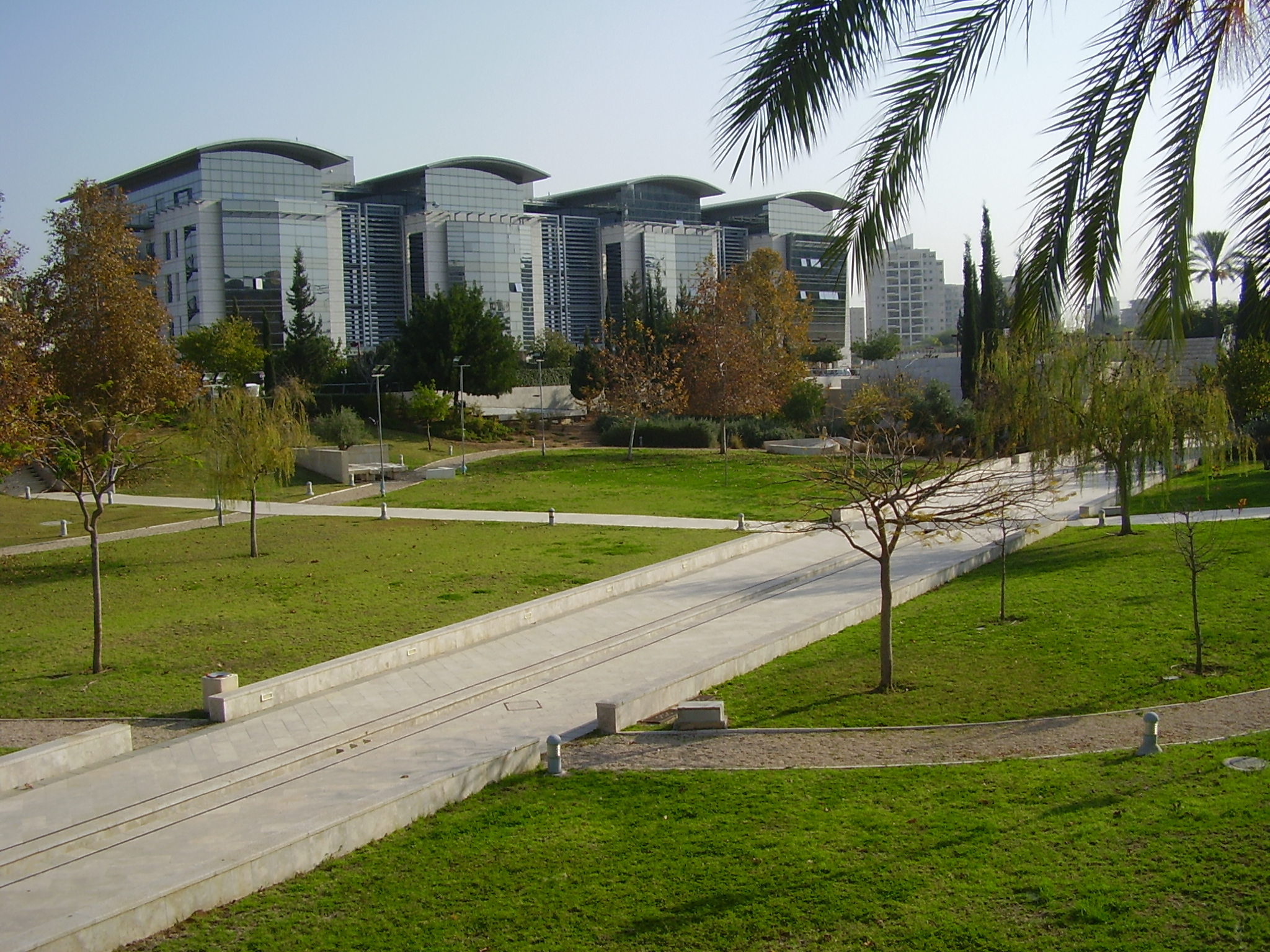

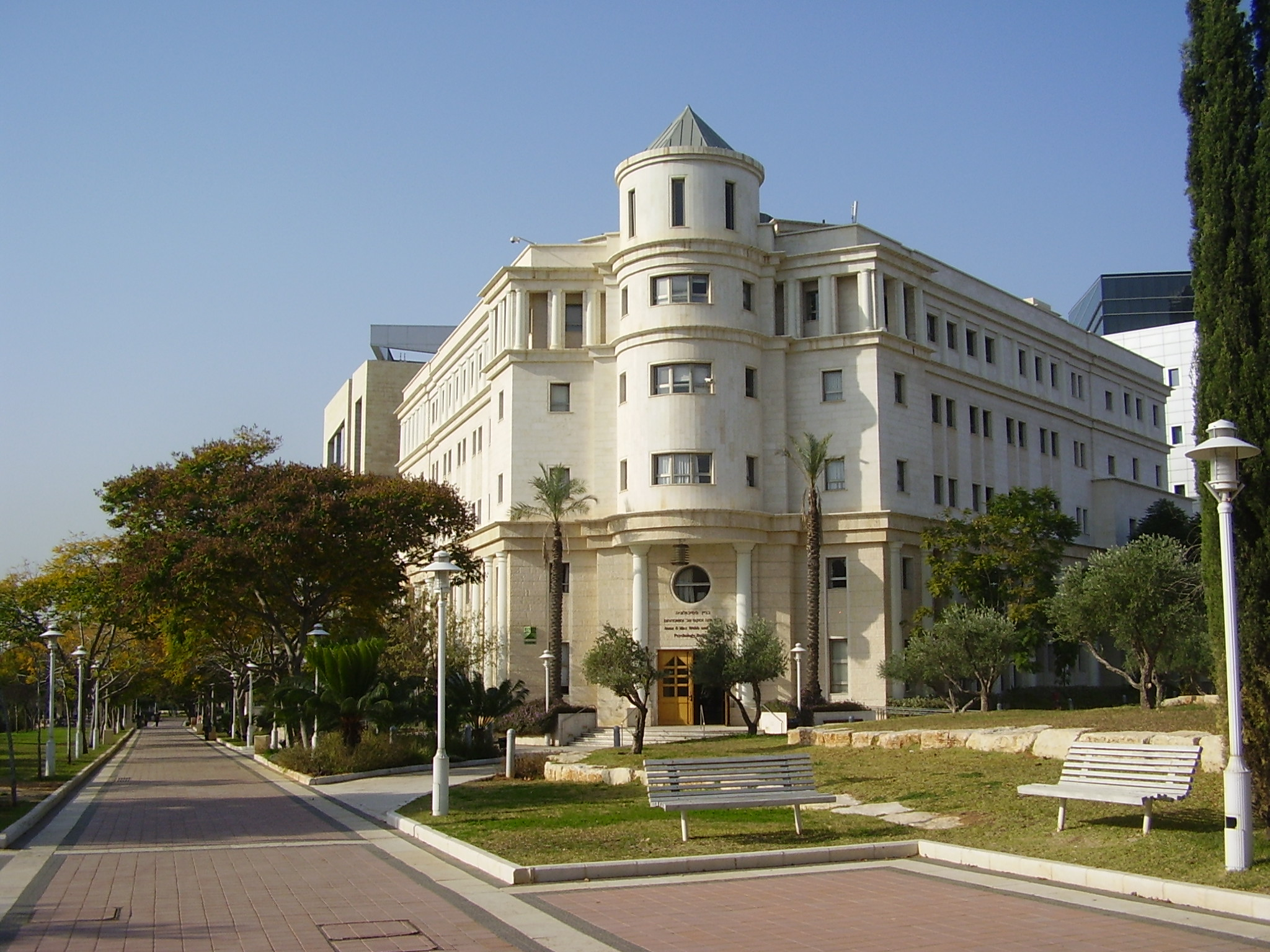

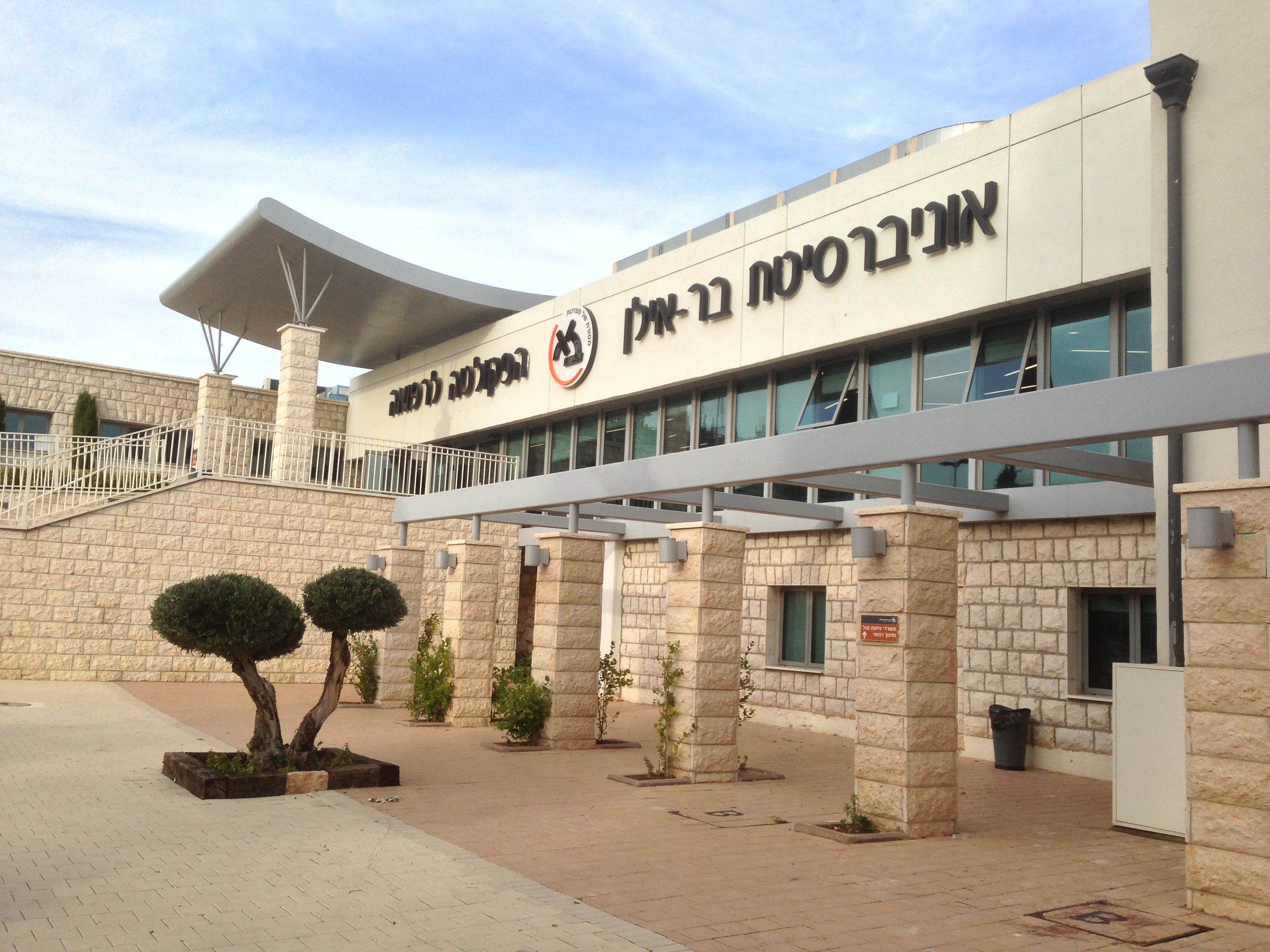

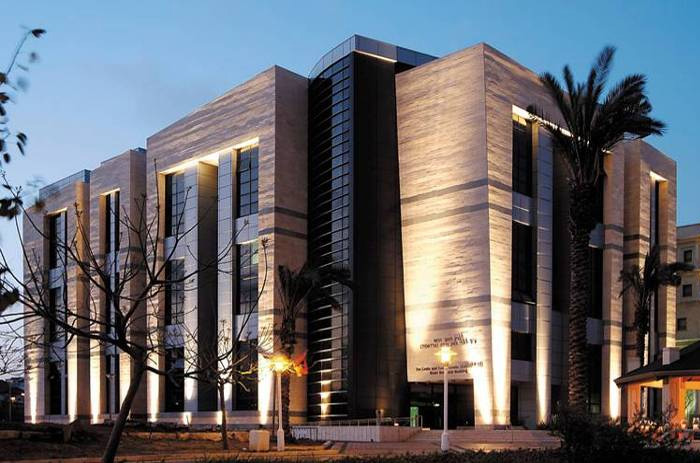

バル＝イラン大学（バル＝イランだいがく、אוניברסיטת בר-אילן, Bar-Ilan University, BIU）はイスラエル・ラマト・ガンに位置する大学である。ユダヤ教・ユダヤ文化の教育・研究に力を入れておりイスラエルの大学に於いて比較的保守的な大学である。正統派に人気が高いが世俗派（宗教的ではないユダヤ人）やアラブ人の学生も多い。イスラエルの学術機関では国内第二位の規模を誇る。
1955年、ベラルーシ出身の宗教シオニスト(Religious Zionism)のラビ・メイール・バル＝イラン(Meir Bar-Ilan)により創設された。イラン（Iran）とは関係ない。
現在、3万6000人の学生、1700人の学科のメンバーがいる。

## 学部
- 精密科学　Exact Sciences
- 生命科学　Life Sciences
- 社会科学　Social Sciences
- ヒューマニティー　Humanities
- ユダヤ学/ユダヤ教学　Jewish Studies
- 法律　Law

## 著名出身者
- ツィッピー・リヴニ - 政治家、元外相。
- ミハエル・ベン＝アリ - 政治家。
- イブラーヒーム・サルスール（英語版） - 政治家。アラブ系。
- イガール・アミル - イスラエルのイツハク・ラビン首相の暗殺犯。